# Блу-Клей-Фармс (Північна Кароліна)
Блу-Клей-Фармс (англ. Blue Clay Farms) — переписна місцевість (CDP) в США, в окрузі Нью-Гановер штату Північна Кароліна. Населення — 168 осіб (2020).

## Географія
Блу-Клей-Фармс розташований за координатами 34°17′56″ пн. ш. 77°53′29″ зх. д. / 34.29889° пн. ш. 77.89139° зх. д. (34.298826, -77.891500).  За даними Бюро перепису населення США в 2010 році переписна місцевість мала площу 6,36 км², з яких 6,32 км² — суходіл та 0,04 км² — водойми.

## Демографія
Згідно з переписом 2010 року, у переписній місцевості мешкали 33 особи в 15 домогосподарствах у складі 9 родин. Густота населення становила 5 осіб/км².  Було 16 помешкань (3/км²).
Расовий склад населення:
| - 51,5 % — білих - 39,4 % — чорних або афроамериканців - 3,0 % — азіатів - 3,0 % — осіб інших рас |

До двох чи більше рас належало 3,0 %. Частка іспаномовних становила 0,0 % від усіх жителів.
За віковим діапазоном населення розподілялося таким чином: 9,1 % — особи молодші 18 років, 72,7 % — особи у віці 18—64 років, 18,2 % — особи у віці 65 років та старші. Медіана віку мешканця становила 49,5 року. На 100 осіб жіночої статі у переписній місцевості припадало 120,0 чоловіків;  на 100 жінок у віці від 18 років та старших — 114,3 чоловіків також старших 18 років.
Цивільне працевлаштоване населення становило 0 осіб. 